# American Star Bicycle

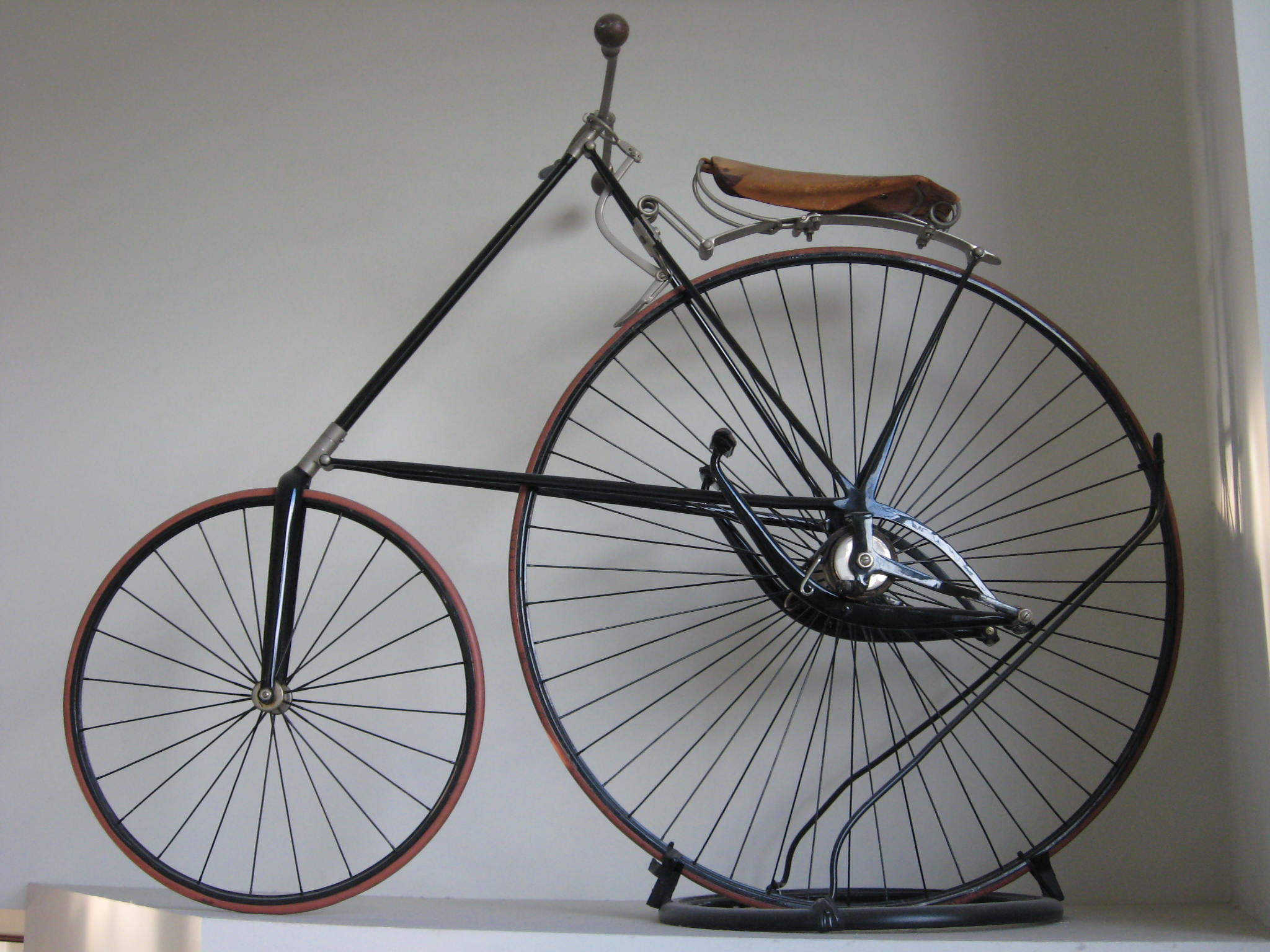
American Star Bicycle

L’American Star Bicycle est une bicyclette inventée en 1880 par G. W. Pressey et fabriquée par l'entreprise de Hezekiah Bradley Smith à
Smithville, dans le comté de Burlington, au New Jersey. Cette bicyclette était caractérisée par une petite roue à l'avant qui était une astuce pour éviter le problème du basculement vers l'avant inhérent au grand-bi.

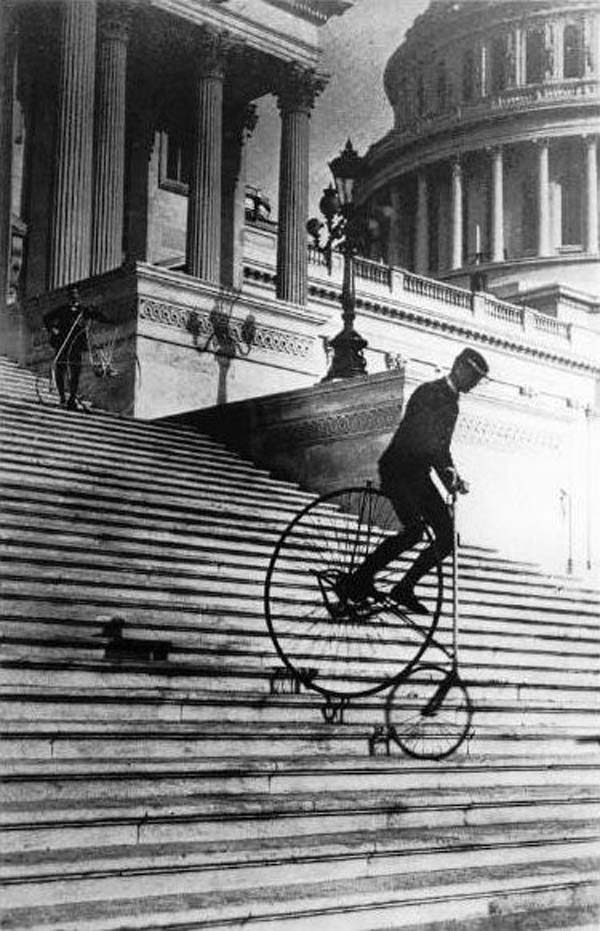
Will Robertson descendant les escaliers du Capitole en 1885.